# Canadian National Railway
Canadian National Railway Company (CN) er et canadisk jernbaneselskab med hovedkvarter i Montreal, Quebec. De driver godstog og i begrænset grad persontog i Canada og i Midtvesten og Sydstaterne i USA.
CN er Canada's største jernbaneselskab, målt på omsætning og jernbanens længde. Den går fra Nova Scotia ved Atlanterhavet til British Columbia ved Stillehavet og strækker sig 20.400 miles. I 1998 opkøbte de Illinois Central Railroad og fik dermed jernbane i USA helt til Louisiana ved den Mexicanske Golf.
CN har 24.000 ansatte og en markedsværdi på anslået 90 mia. $. Bill Gates er den største enkelte aktionær, han ejer 14,2 % gennem selskabet Cascade Investment.